# Mauritius ai Giochi olimpici
Mauritius ha partecipato per la prima volta ai Giochi olimpici nel 1956.
Gli atleti mauriziani hanno vinto una medaglia, di bronzo, ai Giochi olimpici estivi, con Bruno Julie nel 2008, mentre non hanno mai partecipato ai Giochi olimpici invernali.
Il Comitato Olimpico Mauriziano, creato nel 1971, venne riconosciuto dal CIO nel 1972.

## Medaglieri

### Medaglie alle Olimpiadi estive
| Giochi              | Oro | Argento | Bronzo | Totale |
| ------------------- | --- | ------- | ------ | ------ |
| Los Angeles 1984    | 0   | 0       | 0      | 0      |
| Seoul 1988          | 0   | 0       | 0      | 0      |
| Barcellona 1992     | 0   | 0       | 0      | 0      |
| Atlanta 1996        | 0   | 0       | 0      | 0      |
| Sydney 2000         | 0   | 0       | 0      | 0      |
| Atene 2004          | 0   | 0       | 0      | 0      |
| Pechino 2008        | 0   | 0       | 1      | 1      |
| Londra 2012         | 0   | 0       | 0      | 0      |
| Rio de Janeiro 2016 | 0   | 0       | 0      | 0      |
| Tokyo 2020          | 0   | 0       | 0      | 0      |
| Parigi 2024         | 0   | 0       | 0      | 0      |
| Totale              | 0   | 0       | 1      | 1      |

### Medagliati
| Medaglia | Atleta      | Edizione     | Sport    | Evento     |
| -------- | ----------- | ------------ | -------- | ---------- |
| Bronzo   | Bruno Julie | Pechino 2008 | Pugilato | Pesi gallo |